# Orbelín Pineda
Orbelín Pineda Alvarado (Mexico-Stad, 24 maart 1996) is een Mexicaans voetballer die doorgaans als offensieve middenvelder speelt. Hij verruilde CD Guadalajara in 2019 voor Cruz Azul. Pineda debuteerde in 2016 in het Mexicaans voetbalelftal .

## Clubcarrière
Pineda speelde in de jeugd bij Querétaro FC. Op 2 augustus 2014 debuteerde hij in de Mexicaanse Primera División tegen Pachuca CF. Zijn eerste competitietreffer volgde op 25 januari 2015 tegen datzelfde Pachuca. In zijn eerste seizoen maakte de aanvallend ingestelde middenvelder vijf doelpunten in negenentwintig competitieduels. Het seizoen erop maakte hij drie treffers in vijftien competitiewedstrijden. In december 2015 tekende Pineda een vijfjarig contract bij CD Guadalajara, dat 5,5 miljoen euro veil had voor de Mexicaan. Op 11 januari 2016 debuteerde hij tegen CD Veracruz. Zes dagen later maakte Pineda zijn eerste doelpunt voor Guadalajara, tegen Cruz Azul. In 2019 stapte Pineda over van CD Guadalajara naar Cruz Azul.

## Interlandcarrière
In juni 2015 nam hij met Mexico –20 deel aan het Wereldkampioenschap voor spelers onder 20 jaar in Nieuw-Zeeland.